# Agrotis suffusabrunnea
Agrotis suffusabrunnea är en fjärilsart som beskrevs av Tutt 1892. Agrotis suffusabrunnea ingår i släktet Agrotis och familjen nattflyn. Inga underarter finns listade i Catalogue of Life.